# Плеяди (вулкани)
Плеяди (англ. Pleiades) — згаслий стратовулкан на східному узбережжі Антарктиди, на півночі Землі Вікторії, поблизу західного узбережжя моря Росса. Має максимальну висоту 3040 м.

## Загальні дані
Вулкан складається із групи молодих конусів, яка включає в свій склад гору Плейона (англ. Mount Pleiones), що піднімається на висоту 500 м над плато Evans Neve, гору Атлас і ряд конусів, найбільші з яких — Тайгета (англ. Taygete) та Алкіона (англ. Alcyone). Всього вулкан налічує 16 кратерів, які простягнулися на 13 км. Аналіз породи калій-аргоновим методом дав змогу встановити орієнтовний вік останнього виверження — 3000 років тому. Тому вулкан вважається одним із наймолодших в Антарктиці.